# Dichtstoffvorlage
Im Bauwesen beschreibt der Begriff Dichtstoffvorlage ein meist elastisches Material, das in eine Fuge eingebracht wird, bevor die eigentliche Abdichtung bzw. Versiegelung eingebaut wird.
Die Dichtstoffvorlage dient zumeist dem Zweck, die Eindringtiefe des Fugenabdichtungsmaterials zu begrenzen. Bei plastisch eingebrachten Dichtstoffen kann so die Schichtdicke gesteuert werden. Das Vorlegeband selber erfüllt in der Regel keine dichtende Funktion.
Häufig wird elastisches Vorlegeband mit rundem Querschnitt in Form von Dichtschnüren aus Schaumstoff eingesetzt.
Eine besondere Bedeutung hat die Dichtstoffvorlage bei plastisch eingebrachten (spritzbaren) Dichtstoffen, die elastisch aushärten (z. B. Silikonkautschuk), indem sie die unerwünschte Anhaftung des Dichtstoffes im Fugengrund verhindert. Siehe auch Silikonfuge

Um bei Bewegungsfugen ein späteres Abreißen zu verhindern, sollte die Haftfläche des elastischen Dichtstoffs an der Fugenflanke möglichst groß sein. Die auf die Fugenflanke wirkenden Zugspannungen sind proportional zum Querschnitt der Dichtstoffraupe: Wie bei einer Sanduhr sollte der mittlere Bereich des Dichtstoffs möglichst schmal ausfallen.
Durch das Einfügen einer Rundschnur in die Fuge als Vorlegeband reduziert sich in der Mitte der Fuge der für die Dichtmasse zur Verfügung stehende Raum, sodass sich die auf die Flanken wirkenden Zugkräfte deutlich reduzieren, wenn es zu einer Vergrößerung der Fugenbreite durch thermisch oder statisch bedingte Bewegungen der Bauteile kommt.
Die Bemessung und Auslegung von Fugendichtungen einschließlich der erforderlichen Dichtstoffvorlage ist in Normen für die einzelnen Gewerke festgeschrieben, bzw. wird vom Hersteller entsprechend der Einzelzulassung des Dichtstoffes angegeben.